# ボラギノール
『ボラギノール』は、ロート製薬の関連会社である天藤製薬が製造・販売する痔の薬のブランドである。

## 製品概要
1921年（大正10年）10月11日から「天藤薬化学研究所」に会社設立、「ボラギノール」として発売された。
坐薬、軟膏薬、注入軟膏薬、顆粒（内服薬）でシリーズ化されている。
2017年（平成29年）4月1日に、販売元が武田薬品から武田コンシューマーヘルスケア（2021年4月1日にアリナミン製薬に社名変更）へ移管した。2021年3月31日の武田グループ時代まではCMの最後の画面下に同社がクレジットされていたが、翌日のアリナミン製薬への社名変更後はノンクレジットとなっている。その後、2023年4月1日から、販売元がアリナミン製薬から製造元と同じ天藤製薬に移管されている。
ジングル（CMソング）の作曲は丸山雅仁。（作詞者は不明）

## 主要製品

### 現在
- ボラギノールA（坐剤・軟膏・注入軟膏）【指定第2類医薬品】：ステロイド性抗炎成分を配合
- ボラギノールM（坐剤・軟膏）【第2類医薬品】：非ステロイドで甘草の抗炎成分を配合
- 内服ボラギノールEP【第2類医薬品】：生薬主成分の顆粒状内服薬

### 過去
- ボラギノール（坐剤・クリーム・軟膏）
- 新ボラギノール（坐剤・軟膏）
- 強力ボラギノール（坐剤・軟膏）
- ハイボラギノール（坐剤・軟膏）
- ハイボラギノールS（坐剤・軟膏）
- 内服ボラギノール
- ボラギノールN（医療用）

## 名前の由来
- ムラサキ科を示すBoraginaceaeから、当初は紫根を原料にしていた。